# 3753-as busz
A 3753-as jelzésű autóbuszvonal Miskolc és Bánkút között húzódó regionális vonal, amelyet a MÁV Személyszállítási Zrt. üzemeltet.

## Története
Bánkút körülbelül 100 éve népszerű eleinte a vadászok, napjainkban a téli időszakban a sielők, szánkózók, illetve nemes egyszerűséggel a Bükk magasabbik helyeihez látogatók körében. Megközelítése a kezdetek óta Ómassa és Mályinka felől volt biztosított, valamint a Bükki Nemzeti Park útjain engedéllyel, de sokáig csak turistabusz tartózkodott a hegytetőn.

### SÍ busz
2003 telén elindításra került Diósgyőr és Bánkút között a SÍ busz, helyijárati jelleggel. Munkaszüneti napokon három járatpár közlekedett a viszonylaton, melyek közül az első és utolsó járat a Tiszai pályaudvarig tartott. Mindössze ezekben a megállókban állt meg a legtöbbször Ikarus 250-es autóbusz, de a bánkúti sífelvonó üzemelésének szünete alatt nem indult el. Kihasználatlansága miatt 2010 telén megszűntették az autóbuszvonalat.

### ÉMKK
Az ÉMKK idejétől megkezdve 3753-as jelzéssel hétköznapokon járt busz a miskolci DIGÉP főkapu és Répáshuta között. A megyeszékhely és a hegyek közt megbúvó település ekkor is már a 3755-ös buszokkal volt kiszolgált, a munkanapi járatpár műszakos járatként szolgált.

### Volánbusz Zrt.
2019. október 1-jével – mikoris az ÉMKK jogutódja, a Volánbusz Zrt. vette át az egész országnak az autóbuszos tömegközlekedését a közlekedési központoktól –, megszűnt ismét a vonal. Két évvel később, 2021. június 16-tól ismételten összekötött volt Miskolc és Bánkút, Volánbusz járattal, nyári időszakban hétvégéken kettő járatpárral. A Bükk felé csak felszállás, visszirányban csak leszállás volt érvényben.
2019 szeptemberétől leszűkült szabadnapokon egy odatartó járatra, mely még céljáratként is közlekedett. Ezen kívül más időpontokban külön rendeletre indítható járatokat hoztak létre.
A 2022. áprilisában történt menetrendi-változtatás része volt, hogy a szabadnapi odatartó járat visszirányban is közlekedjen, immáron a jelenlegi megállókat is felfűzve.

### MÁV Személyszállítási Zrt.

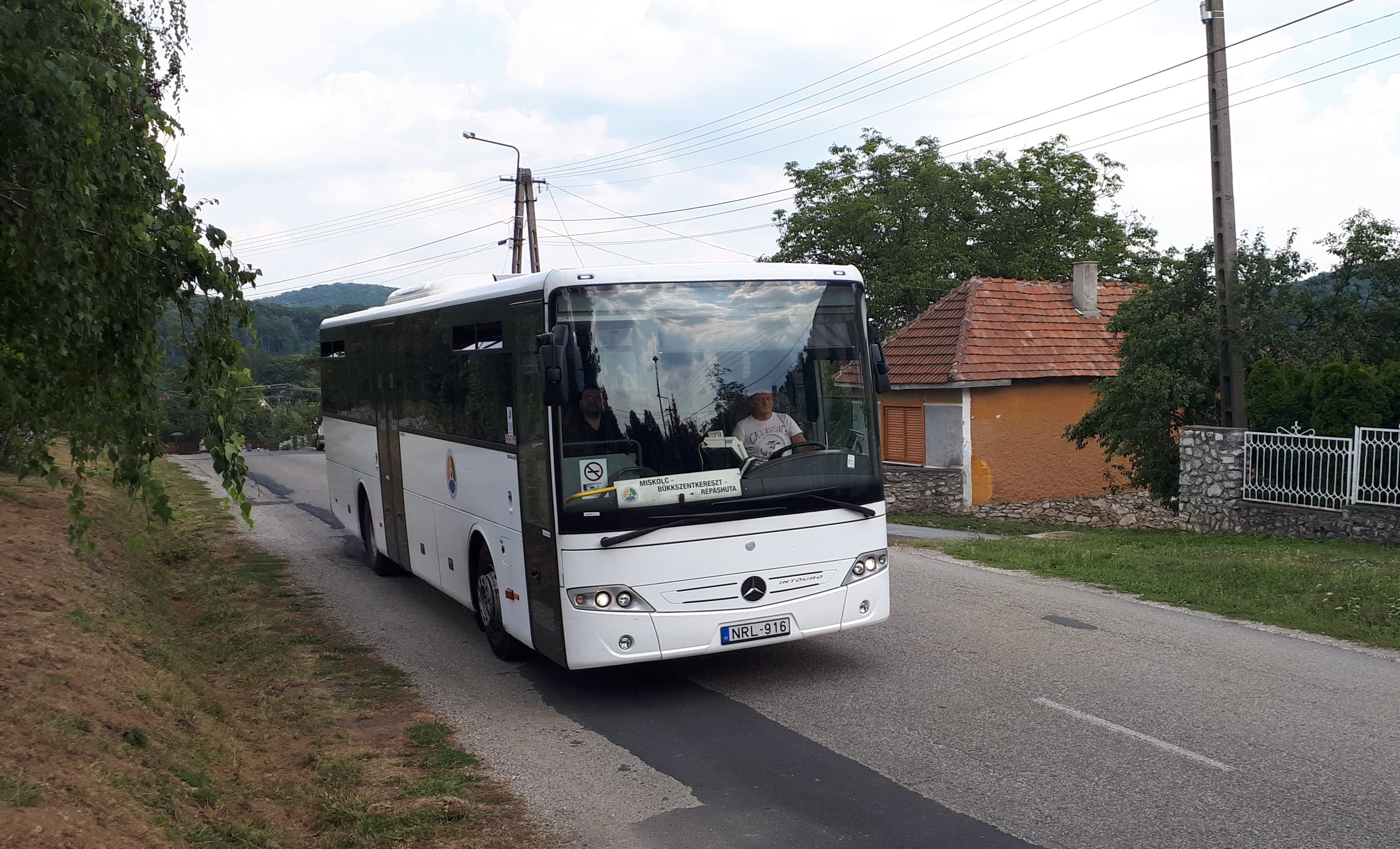
Az ÉMKK színeiben, nem a jelenlegi útvonalán, Répáshutáig

Még nem a 2025-ben megalakult cég ideje alatt, de közel a megalakulásához, ezzel együtt a Volánbusz megszűnésének idejében, a 2024/25-ös menetrendi-változtatásokkal együtt visszaállították a kettő járatpárt hétvégente, az év minden szakában.

## Útvonala
A miskolci Tiszai pályaudvarról indul. A régió legnagyobb vasútállomását a Baross Gábor úton hagyja el a miskolci villamoshálózat síneivel egyvonalban, megkerülve a selyemréti strandfürdőt, azután a Bajcsy-Zsilinszky úton halad a Soltész Nagy Kálmán utcai jelzőlámpás csomópontig, ahol kisiet a 3-as főútra, annak Zsolcai kapui szakaszára, melyen eléri Borsod-Abaúj-Zemplén megye legnagyobb buszpályaudvarát, a miskolci Búza teret.
A Petőfi tér felé folytatja útját, a megyeszékhely Vologda városrészén keresztül. A város útjain közlekedik, alatta a Szent Anna tér, a Vologda utcára nyúló dombok Bodótetőhöz tartoznak. A Győri kapura rákanyarodik, ahol visszatér a villamoshálózat síneihez és nyugati irányban távolodik el egyre jobban a Belvárostól. Következőnek egy nagyobbik közlekedési csomópontot ér el, az Újgyőri főteret, ami több helyijáratnak és a 2-es villamos végállomásának ad otthont, valamint az egykori Diósgyőri Gépgyár főkapujához tartó Volán-járatok itt távoznak. A járatok gyorsjáratként közlekednek, első megállásuk a Búza tér után csak itt van. Diósgyőrőn belül újabb buszvonal (3756, vele együtt a 16-os helyijárat) ágazik el Lyukóbánya és Varbó irányába, Bulgárföld és Kilián közt fekszik a DVTK-stadion, mely egyébként külön villamosmegállóval rendelkezik, hiszen a mérkőzések idején többletjáratok is jönnek ide. Nemmessze van innen a 2020-ban elindított betétjárati villamosok (1A) végpontja, a Diósgyőri Gimnázium kapujában. Miskolc ezen részén is négysávos út fekszik, a Kiss Tábornok úti szakaszán halad mégtovább, itt már szorosan a Szinva partján, valamint Berekalja határán. A vonal 11. kilométerén a második nagyobb csomóponthoz érkezik, Felső-Majláthra, harmadik megállójához. Itt kereshető fel az 1-es villamosok végállomása, a Lillafüred felé tartó buszjáratok indulópontja és egyben Miskolcnak főként lakottabb részének vége.
Innentől a Bükk sűrű erdői, csodás látványosságai, kanyaros útjai a jellemzőek, a Majális-park és a Csanyik-völgy után egyre több vendégház övezésébe kerül, többekközött Alsóhámor és Felsőhámor házai közé. Közeliek a különösen nagy érdeklődéssel bíró helyszínek, mint a Szeleta-barlang, a Lillafüredi-vízesés, a Lillafüredi Palotaszálló. Ezzel együtt itt ágazik szét a közút, tovább a Hámori-tó mentén lefektetett úton halad ellentétben az Eger (1053, 1383) és a Répáshuta (3755) irányába közlekedő buszjáratoktól és az 5-ös helyijárattól. A gyönyörű tájképet nyújtó tóból ágazik ki a Garadna-patak (a Szinva előljárója) a Garadna-völgyben, a kisvasúttal folyamatosan párhuzamosan ipari műemléket állít fel az Újmassai őskohó az 1810-es évektől üzemeléséig, onnantól az építmény és annak történetét bemutató Massa Múzeum mutatja be a vidéken történő kohászatot. A lillafüredi pisztrángkeltető mellett Középgaradna megállóban válik szét a tömegközlekedés meglététől.
Rossz minőségű utakon, tengerszint felett 380 méteren kezdődik útja a Bükk legmagasabbik pontjai felé. 13 kilométeren nincs megállási pontja, gyalogutakon, túraterületeken merészkedik fel egyre magasabb pontokra. Útjában egyetlen turistaszállóként fenntartott település van, Szentlélek. A 2513-as mellékút Mályinka és Dédestapolcsány felé vezet, melyen csak a Farkas-nyaki elágazásig tartózkodik, innen 3400 métert halad a hegység egyik legmagasabbik területeire. Végállomása 904 méteren, a bánkúti hegytetőn található, relatíve korábban a kiépített parkolóhoz.

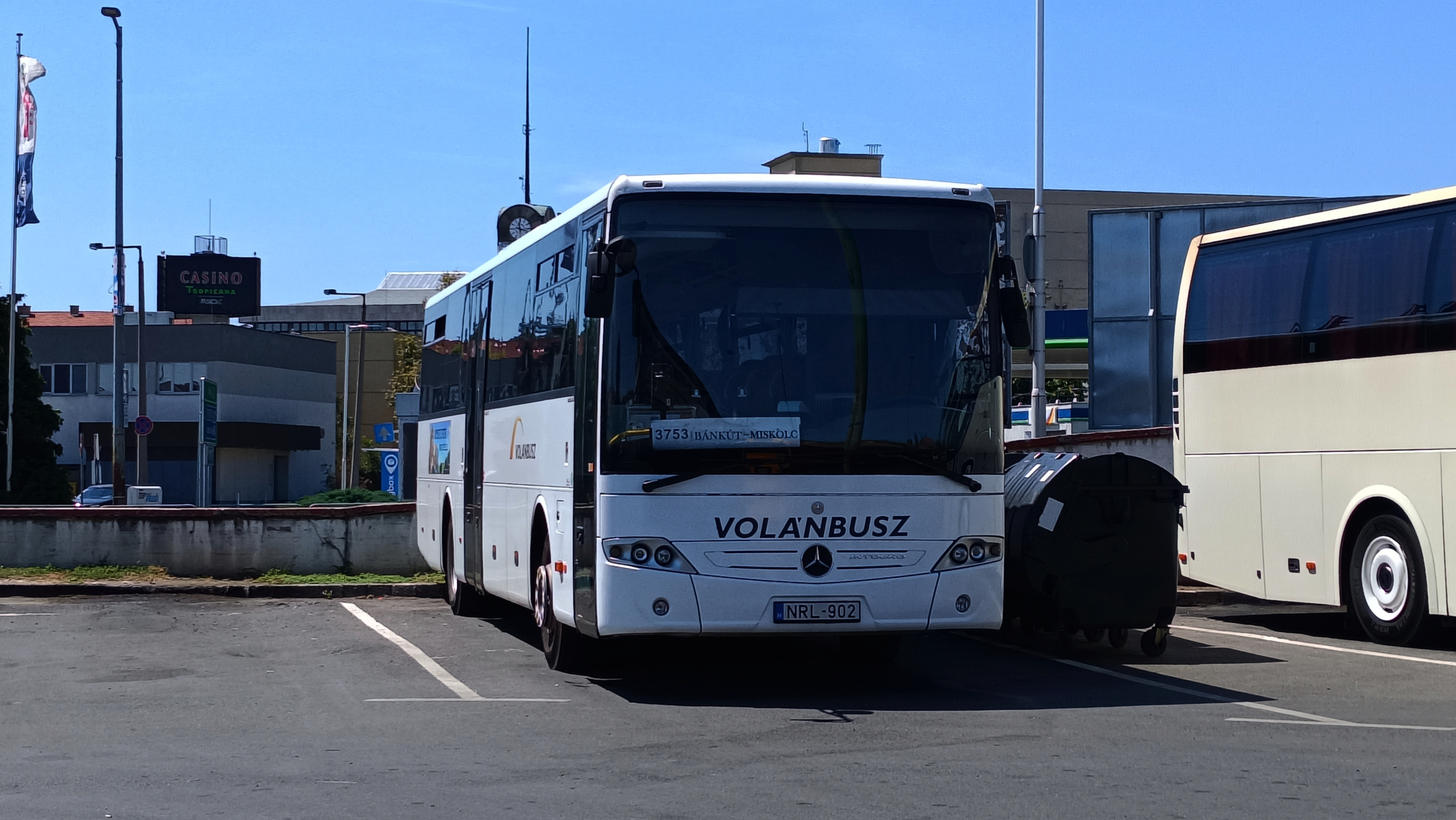
A vonal törzsjárműve. Itt szabadnapokon még csak egy járatpár közlekedett

## Közlekedése
2024. december 15-től indításai hétvégéken történnek, napjában kettő alkalommal oda és vissza. Ebből az odairányú járatokra csak felszállás lehetséges, így Középgaradnáig a 15-ös helyi buszokkal lehet eljutni óránként.
Érdekessége, hogy Bánkúton a főbb házak, épületek (pl. panziók, éttermek, parkoló, síház) Heves megye területére esnek, míg a sípályák szinte teljes egészében Borsod-Abaúj-Zemplén megye területére. Ennek ellenére országbérlettel vagy Magyarország24 jeggyel lehetséges az eljutás, hiszen a megálló már a szomszédos megyébe esik.

### Törzsjárművei
- az NRL-902 rendszámú Mercedes-Benz Intouro autóbusz.

### Csatlakozást biztosít
- Miskolc-Tiszai pályaudvaron – Budapest és Nyíregyháza felé/felől vonatra (80, 100c).

| Viszonylat                            | Indításszám | Közlekedési rend |
| ------------------------------------- | ----------- | ---------------- |
| Miskolc-Tiszai pu. – Bánkút, hegytető | 1 pár       | szabadnapokon    |
| Miskolc-Tiszai pu. – Bánkút, hegytető | 3 pár       | külön rendeletre |

## Megállóhelyei
| 0                                                        | Miskolc-Tiszai pályaudvar végállomás | 0.0 km  | 1, 1G, 1VP, 3, 3A, 8, 12G, 21, 30, 31, 101B, 900, 901, 935 1383 3706, 3724, 3726, 3738, 3751, 3752, 3755, 3764 IC, InterRégió, sebesvonat, személyvonat – Miskolc-Tiszai (80, 90, 92, 94) 1, 1A, 2 |
| A megállóban odairányban csak felszállás vehető igénybe. |                                      |         | |
| 1                                                        | Miskolc, autóbusz-állomás            | 2.1 km  | 1, 1G, 3, 3A, 4, 7, 11, 12G, 20, 20A, 24, 28, 32, 34G, 35, 43, 44, 45, 101B, 900, 914, 935 1050, 1053, 1369, 1370, 1372, 1373, 1374, 1375, 1376, 1377, 1380, 1381, 1383, 1384, 1410, 1411 3700, 3701, 3702, 3703, 3704, 3705, 3706, 3707, 3708, 3709, 3710, 3711, 3712, 3714, 3715, 3716, 3717, 3718, 3719, 3720, 3721, 3722, 3723, 3724, 3726, 3727, 3728, 3729, 3730, 3731, 3733, 3734, 3735, 3736, 3737, 3738, 3739, 3740, 3741, 3742, 3743, 3744, 3745, 3746, 3747, 3748, 3749, 3750, 3751, 3752, 3754, 3755, 3757, 3760, 3761, 3764, 3765, 3766, 3767, 3770, 3772, 3773, 3774, 3775, 3776, 3777, 4019 |
| 2                                                        | Miskolc, Újgyőri főtér               | 7.0 km  | 1, 1G, 1VP, 6, 9, 16, 19, 21, 21G, 29, 39, 53, 54, 68, 101B, 901 1053, 1383 3755, 3756 1, 1A, 2 |
| 3                                                        | Miskolc (Diósgyőr), Felső-Majláth    | 11.5 km | 1, 1G, 1VP, 5, 15, 21, 53, 54, 101B, 901, ZOO 1053, 1383 3755, 3756 1 |
| 4                                                        | Miskolc, Felsőhámor                  | 15.3 km | 5, 15 1053, 1383 3755 |
| 5                                                        | Miskolc (Lillafüred), Palotaszálló   | 16.4 km | 15 |
| 6                                                        | Miskolc (Újmassa), őskohó            | 19.5 km | 15 |
| 7                                                        | Miskolc, Középgaradna                | 21.0 km | 15 |
| 8                                                        | Bánkúti hegytető végállomás          | 34.2 km | |